# توكوجي هاياكاوا
توكوجي هاياكاوا (3 نوفمبر 1894 - 24 يونيو 1981) رجل أعمال ياباني و مؤسس شركة شارب، اخترع مشبك الحزام في 1912 و نال براءة اختراع، اخترع القلم الميكانيكي في 1915.

## حياته
ولد في 1893, اخترع مشبك الحزام كان حجمه كبير و قد استمر بتطويره و تكبير عمله، نال براءة اختراع عن حنفية ماء مبتكرة في 1913،  و في 1915 طور نموذج قلم ميكانيكي في 1915، و طور تصنيعه في الراديوهات العالمية والمسجلات والتلفزيونات، كان نشطاً في برنامج الأعمال الخيرية، مات عام 1981 في عمر الـ 86.